# Tội khi quân tại Thái Lan
Ở Thái Lan, tội khi quân (xúc phạm quốc vương) bị hình sự hóa theo Mục 112 của Bộ luật Hình sự Thái Lan. phỉ báng, xúc phạm hoặc đe dọa đối với vua, hoàng hậu, người thừa kế đương nhiên, người thừa kế trước mắt hoặc quan nhiếp chính là bất hợp pháp. Luật khi quân hiện đại của Thái Lan đã có trong sách luật từ năm 1908; "xúc phạm" đã bị hình sự hóa và tội khi quân bị coi là tội chống lại an ninh quốc gia vào năm 1957. Hình phạt, được tăng cường lần cuối vào năm 1976 và là chế độ quân chủ lập hiến duy nhất làm như vậy kể từ thế chiến II, với hình phạt là từ 3 đến 15 số năm tù mỗi cáo buộc và đã được mô tả là "luật khi quân nghiêm khắc nhất thế giới" và "có thể là luật về phỉ báng hình sự nghiêm khắc nhất trên thế giới". Theo nhà khoa học xã hội Michael Connors, việc thực thi luật này "bảo vệ lợi ích của hoàng gia."
Có rất nhiều chỗ để giải thích thuật ngữ "xúc phạm", gây ra tranh cãi. Cách giải thích rộng rãi của luật pháp phản ánh địa vị bất khả xâm phạm của Nhà vua, giống như phong kiến hoặc chế độ quân chủ chuyên chế. Tòa án tối cao đã phán quyết rằng luật cũng áp dụng đối với hành vi khi quân đối với bất kỳ quốc vương nào trước đây. Sự chỉ trích đối với bất kỳ thành viên hội đồng cơ mật cũng đã đặt ra câu hỏi liệu hiệp hội có áp dụng luật khi quân hay không. Ngay cả khi "[âm mưu]" phạm tội khi quân, đưa ra bình luận châm biếm về thú cưng của nhà vua, và không quở trách một hành vi phạm tội đã bị truy tố về tội khi quân.
Bất kỳ người nào cũng có thể đệ đơn tố cáo người khác tội khi quân và tố cáo phải được điều tra chính thức. Chi tiết về các các buộc hiếm khi được công khai. Người bị cáo buộc vi phạm Khoản A 112 hầu như luôn gặp phải những trở ngại chính thức trong suốt vụ án, đặc biệt là khi yêu cầu trả tự do tạm thời. Có những trường hợp bị giam giữ trước khi xét xử kéo dài hàng tháng, và những người bị bắt giữ bị buộc tội thường xuyên bị từ chối bảo lãnh. Nhóm Công tác của Liên Hợp Quốc về Bắt giữ Tùy tiện xác định rằng việc giam giữ trước khi xét xử một người bị cáo buộc là phạm tội khi quân đã vi phạm luật nhân quyền quốc tế. Các tòa án dường như không công nhận nguyên tắc suy đoán vô tội cho các bị cáo. Các thẩm phán đã nói rằng những người tố cáo không phải chứng minh tính xác thực của tài liệu phạm tội khi quân của người bị cáo buộc, mà chỉ cần tuyên bố rằng nó đang bôi nhọ dưới bất kỳ hình thức nào. Nhận tội sau đó xin hoàng gia ân xá được coi là cách nhanh nhất để được tha cho bất kỳ ai bị buộc tội.
Những người thực hiện cuộc đảo chính, kể từ vụ đảo chính năm 1976, đã thường xuyên trích dẫn sự gia tăng của những người bị cáo buộc phạm tội khi quân là điều kiện tiên quyết để họ tiến hành lật đổ một chính phủ được bầu. Cuộc đảo chính năm 2006, trong đó tội khi quân được coi là một trong những lý do chính dẫn đến cuộc đảo chính, được đánh dấu bằng sự gia tăng của các vụ khi quân, đặc biệt sau vụ đảo chính Thái Lan 2014. Vào khoảng năm 2006 và 2007, đã có những thay đổi đáng chú ý trong xu hướng mà đối tượng được nhắm đến bao gồm nhiều công dân trung bình hơn và những người này bị phạt tù lâu hơn. Các nhóm nhân quyền lên án việc sử dụng nó như một vũ khí chính trị và phương tiện để hạn chế tự do. Chính phủ quân sự năm 2014 đã trao quyền cho tòa án quân sự truy tố tội phạm. Trong hầu hết các trường hợp, kết án dẫn đến các bản án nghiêm khắc. Bản án dài nhất được ghi nhận là 60 năm tù, giảm một nửa xuống 30 năm vì bị cáo đã nhận tội. Các vụ xét xử bí mật và những hình phạt khắc nghiệt cũng đã được sử dụng. Kể từ năm 2018, không có trường hợp mới nào được biết đến, nhưng các nhà chức trách đã viện dẫn các luật khác, chẳng hạn như Đạo luật Tội phạm Máy tính và luật nổi loạn, để giải quyết các thiệt hại và xúc phạm được nhận thức đối với chế độ quân chủ.

## Chống đối

### Quốc tế
- Văn phòng Cao ủy Nhân quyền Liên Hợp Quốc hôm 18/12 kêu gọi Thái Lan sửa đổi luật cấm xúc phạm hoàng gia, nói rằng trong mấy tuần gần đây, luật này đã được sử dụng chống lại ít nhất 35 nhà hoạt động, có người chỉ mới 16 tuổi. [12]